# 1. slovenská národní fotbalová liga 1979/1980
V soubojích 11. ročníku 1. slovenské národní fotbalové ligy 1979/80 se utkalo 16 týmů dvoukolovým systémem podzim - jaro. Nováčky soutěže se staly týmy Tatran Prešov (sestupující z 1. ligy), ZŤS Petržalka, Slovan Agro Levice a TJ VSŽ Košice (vítězové jednotlivých skupin Divize). Vítězem ročníku a zároveň jediným postupujícím se stal tým Tatran Prešov. O patro níž sestoupily týmy Slovan Hlohovec, ČH Bratislava a BZVIL Ružomberok.

## Konečná tabulka
Zdroj: 
| Poř. | Tým                           | Z  | V  | R  | P  | VG | OG | B  |
| ---- | ----------------------------- | -- | -- | -- | -- | -- | -- | -- |
| 1.   | Tatran Prešov                 | 30 | 17 | 7  | 6  | 49 | 27 | 41 |
| 2.   | ZVL Žilina                    | 30 | 17 | 4  | 9  | 45 | 30 | 38 |
| 3.   | TJ ZŤS Martin                 | 30 | 15 | 5  | 10 | 48 | 24 | 35 |
| 4.   | Slovenský hodváb Senica       | 30 | 15 | 4  | 11 | 45 | 31 | 34 |
| 5.   | ZŤS Petržalka                 | 30 | 10 | 11 | 9  | 37 | 32 | 31 |
| 6.   | Slavoj Poľnohospodár Trebišov | 30 | 13 | 5  | 12 | 39 | 35 | 31 |
| 7.   | TJ VSŽ Košice                 | 30 | 10 | 11 | 9  | 37 | 34 | 31 |
| 8.   | LB Spišská Nová Ves           | 30 | 12 | 7  | 11 | 36 | 36 | 31 |
| 9.   | Chemlon Humenné               | 30 | 13 | 4  | 13 | 39 | 39 | 30 |
| 10.  | Spartak ZŤS Dubnica n/V       | 30 | 11 | 8  | 11 | 33 | 34 | 30 |
| 11.  | Gumárne 1. mája Púchov        | 30 | 11 | 8  | 11 | 34 | 36 | 30 |
| 12.  | Slovan Agro Levice            | 30 | 10 | 10 | 10 | 28 | 33 | 30 |
| 13.  | ZVL Považská Bystrica         | 30 | 10 | 8  | 12 | 33 | 36 | 28 |
| 14.  | BZVIL Ružomberok              | 30 | 6  | 12 | 12 | 25 | 37 | 24 |
| 15.  | ČH Bratislava                 | 30 | 8  | 8  | 14 | 30 | 46 | 24 |
| 16.  | Slovan Hlohovec               | 30 | 2  | 8  | 20 | 18 | 68 | 12 |

Poznámky
- Z = Odehrané zápasy; V = Vítězství; R = Remízy; P = Prohry; VG = Vstřelené góly; OG = Obdržené góly; B = Body

|  | 1. československá fotbalová liga 1980/81 |
|  | Slovenská fotbalová divize 1980/81       |